# Abisara aja
Abisara aja är en fjärilsart som beskrevs av Hans Fruhstorfer 1904. Abisara aja ingår i släktet Abisara och familjen Riodinidae. Inga underarter finns listade i Catalogue of Life.